# لطيفة بنت عبد العزيز آل سعود
الأميرة لطيفة بنت عبد العزيز بن عبدالرحمن آل سعود (توفيت 30 صفر 1446 هـ الموافق 3 سبتمبر 2024)، هي ابنة الملك عبد العزيز آل سعود، تنتمي لعائلة آل سعود الحاكمة في المملكة العربية السعودية. والدتها حصة بنت أحمد السديري. كانت إحدى أحد عشر ولدًا، وشقيقة السديريون السبعة، وأخت للملكان فهد وسلمان. اشتهرت برعايتها الجامعات. توفيت يوم الثلاثاء 30 صفر 1446 هـ الموافق 3 سبتمبر 2024م.

## حياتها الشخصية
تزوجت الأميرة لطيفة بنت عبدالعزيز آل سعود من الأمير خالد بن تركي الأحمد السديري ابن خالها، ولها من الأبناء عبد العزيز وحصة، والأخيرة متزوجة من فيصل بن سعد بن ناصر السديري.